# Detlef Brandes
Detlef Brandes (* 1. května 1941 Berlín) je německý historik a profesor na Heinrich-Heine-Universität Düsseldorf. Specializuje se mimo jiné na česko-německé vztahy ve 20. století.

## Život
Detlef Brandes studoval mezi léty 1960–1967 historii, slavistiku, germanistiku a politologii v Mnichově. Mezi léty 1968–1972 pracoval v Collegiu Carolinu, poté až do roku 1984 na Svobodné univerzitě v Berlíně, kde také habilitoval (1984). V roce 1991 byl jmenován profesorem na Heinrich-Heine-Universität v Düsseldorfu.

## Výzkum
Detlef Brandes je mj. expertem na česko-německé vztahy. Ve své disertaci se zabýval okupační mocí, kolaborací a odbojem v Protektorátu do r. 1942. Později toto téma rozšířil až do období konce okupace. V souvislosti s českými dějinami se zabýval i plány československé exilové vlády na vysídlení sudetských Němců a nacistickými germanizačními plány.

## Členství v akademických institucích
- Collegium Carolinum
- Česko-německá a Slovensko-německá komise historiků
- Deutsch-tschechische Schulbuchkommission

## Ocenění
V roce 2001 mu byl udělen čestný doktorát Univerzity Karlovy. V roce 2003 mu udělila Akademie věd ČR Čestnou oborovou medaili F. Palackého za zásluhy ve společenských vědách.

## Publikace
- Seznam děl v Souborném katalogu ČR, jejichž autorem nebo tématem je Detlef Brandes
- Die Tschechen unter deutschem Protektorat. Teil I. Besatzungspolitik, Kollaboration und Widerstand im Protektorat Böhmen und Mähren bis Heydrichs Tod (1939–1942). München : R. Oldenbourg, 1969. 372 s.
- Die Tschechen unter deutschem Protektorat. Teil II. Besatzungspolitik, Kollaboration und Widerstand im Protektorat Böhmen und Mähren von Heydrichs Tod bis zum Prager Aufstand (1942–1945). München : R. Oldenbourg, 1975. 205 s. (česky souhrnně: Češi pod německým protektorátem : okupační politika, kolaborace a odboj 1939–1945. Praha : Prostor, 1999. 657 s. ISBN 80-7260-017-6. 3. rozš. vyd. Praha : Prostor, 2019. 764 s. ISBN 978-80-7260-409-8)
- Großbritannien und seine osteuropäischen Alliierten 1939–1943 : die Regierung Polens, der Tschechoslowakei und Jugoslawiens im Londoner Exil vom Kriegsausbruch bis zur Konferenz von Teheran. München : Oldenbourg, 1988. 607 s. ISBN 3-486-54531-0. (česky Exil v Londýně : 1939–1943 : Velká Británie a její spojenci Československo, Polsko a Jugoslávie mezi Mnichovem a Teheránem. Praha : Karolinum, 2003. 566 s. ISBN 80-246-0488-4.)
- Von den Zaren adoptiert : Die deutschen Kolonisten und die Balkansiedler in Neurussland und Bessarabien 1751–1914. R. Oldenbourg Verlag, München 1993, ISBN 3-486-56014-X.
- (mit Margarete Busch und Kristina Pavlović): Bibliographie zur Geschichte und Kultur der Russlanddeutschen. Band 1: Von der Einwanderung bis 1917. R. Oldenbourg Verlag, München 1994, ISBN 3-486-56070-0.
- (mit Viktor Dönninghaus): Bibliographie zur Geschichte und Kultur der Russlanddeutschen. Band 2: Von den Revolutionen von 1917 bis zur Gegenwart. R. Oldenbourg Verlag, München 1999, ISBN 3-486-56134-0.
- (mit Andrej Savin): Die Sibiriendeutschen im Sowjetstaat 1919–1938. Klartext Verlag, Essen 2001, ISBN 3-88474-975-7.
- Der Weg zur Vertreibung 1938–1945. Pläne und Entscheidungen zum „Transfer“ der Deutschen aus der Tschechoslowakei und aus Polen. München : Oldenbourg, 2001. ISBN 3-486-56520-6. (česky Cesta k vyhnání 1938–1945 : plány a rozhodnutí o „transferu“ Němců z Československa a z Polska. Praha : Prostor, 2002. 499 s. ISBN 80-7260-070-2.)
- Die Sudetendeutschen im Krisenjahr 1938. München : Oldenbourg, 2008. 398 s. ISBN 978-80-257-0605-3. (česky Sudetští Němci v krizovém roce 1938. Praha : Argo, 2012. 428 s. ISBN 978-80-257-0605-3.)
- Hrsg. zusammen mit Holm Sundhaussen, Stefan Troebst: Lexikon der Vertreibungen. Deportation, Zwangsaussiedlung und ethnische Säuberung im Europa des 20. Jahrhunderts. Böhlau, Wien, Köln, Weimar 2010, ISBN 978-3-205-78407-4.
- Flucht und Vertreibung (1938–1950)[nedostupný zdroj]. In: Europäische Geschichte Online, hrsg. vom Institut für Europäische Geschichte (Mainz), 2011.
- „Umvolkung, Umsiedlung, rassische Bestandsaufnahme“: NS-„Volkstumspolitik“ in den böhmischen Ländern. Oldenbourg, München 2012, ISBN 978-3-486-71242-1. (česky Germanizovat a vysídlit: nacistická národnostní politika v českých zemích. Praha: Prostor, 2015. 357 s. ISBN 978-80-7260-310-7.)

.* Flüchtlinge und Asyl im Nachbarland. Die Tschechoslowakei und Deutschland 1933 bis 1989. Klartext, Essen 2018, ISBN 978-3-8375-1905-1. (spolueditoři Edita Ivaničková a Jiří Pešek) (česky Uprchlíci a azylanti v zemi sousedů : Československo a Německo v letech 1933 až 1989. Praha : Česko-německá komise historiků : Masarykův ústav a Archiv AV ČR, v.v.i., 2019. 326 s. ISBN 978-80-88304-04-3.)